# Carl Friedrich Werstler
Carl Friedrich Werstler (* 1723 in Berlin; † 31. August 1777 ebenda) war ein deutscher Bankier und einer der führenden Kaufleute Berlins in der Mitte des 18. Jahrhunderts.
Werstler war der Sohn eines Postsekretärs. Nach der kaufmännischen Lehre trat er in die angesehene Firma von Joachim Friedrich Seegebarth ein. Dieser schloss mit ihm 1751 einen Sozietätsvertrag auf 6 Jahre, starb aber im Oktober 1752 und die Handlung wurde unter der Firma Seegebarths Witwe & Werstler weitergeführt. 1755 heiratete er dann die Witwe Seegebarths, Anna Regina geb. Fredersdorff. Nach Ablauf des Sozietätsvertrags 1757 machte Werstler eine eigene Firma C. F. Werstler auf, die ein reines Bankgeschäft war, führte aber daneben die Administration der alten Firma "F. Seegebarth & Werstler" weiter, die auch Warenhandel trieb. 1760 kaufte er das ehemalige Palais Vernezobre in der Wilhelmstraße, das seinerzeit prächtigste Privathaus der Stadt, richtete es luxuriös ein, hielt sich zwei Equipagen, zahlreiches Personal und lebte auf großem Fuße. 1765 wurde er als einer der Vorsteher der von Friedrich II. gegründeten Assekuranzgesellschaft eingesetzt.  Aber im August 1767 erfolgte der Zusammenbruch, wobei u. a. auch die Streitsche Stiftung, bei der er zeitweise Rechnungsführer und Mitdirektor war, schwere Verluste erlitt. Wegen vermuteter Insolvenzverschleppung wurde er erst unter Hausarrest gestellt und dann eine Überführung zum Kalandshof (Stadtgefängnis) verfügt. Das Kriminalgericht verurteilte ihn wegen seiner Schuld an dem entstandenen großen Schaden zu zehnjährigem Festungsarrest "salva fama".
Das Palais in der Wilhelmstraße versuchte er bereits 1763 zu verkaufen, nachdem es eine Zeitlang an den türkischen Gesandten Ahmed İbrahim Resmî vermietet worden war. Danach wurde es vermutlich an den Bankier Georg Wilhelm Schweigger vermietet, bis es 1769 versteigert wurde und in den Besitz des Ministers Ludwig Philipp Freiherr vom Hagen gelangte.